# Neobythites bimaculatus
Neobythites bimaculatus är en fiskart som beskrevs av Nielsen, 1997. Neobythites bimaculatus ingår i släktet Neobythites och familjen Ophidiidae. IUCN kategoriserar arten globalt som livskraftig. Inga underarter finns listade i Catalogue of Life.